# Tecnopolítica
El término tecnopolítica se refiere a la práctica estratégica de diseñar o utilizar las tecnologías digitales para constituir, encarnar o promulgar objetivos políticos. El uso de las herramientas digitales para la organización, comunicación y acción colectiva, no como una finalidad en sí misma sino un arma de lucha para las revoluciones democráticas. La tecnopolítica parte de las posibilidades inventivas de un contexto tecnológico y social determinado. Se forma con sistemas híbridos técnicos, humanos y prácticas políticas que generan nuevas formas de comunicación, poder y agencia.

## Historia
Aunque algunas ideas clave de la tecnopolítica sobre la relación entre tecnología y política ya habían sido exploradas por los revolucionarios cibernéticos en el Chile de Salvador Allende, el concepto ha emergido con el auge de las tecnologías de la información y la comunicación. Muchas investigaciones sobre la noción de tecnopolítica han surgido a raíz de la ola global de protestas iniciada con la Primavera Árabe, el movimiento 15-M, Occupy Wall Street o YoSoy132, entre otras, en las que las redes y tecnologías digitales jugaron un papel central para la movilización colectiva de internet a las calles y plazas. De hecho, algunos teóricos proponen que la centralidad de las redes digitales que caracterizan la tecnopolítica han supuesto una revolución en el campo del activismo y comunicación política.